# Pomnik batalionu Chrobry I w Warszawie
Pomnik batalionu Chrobry I w Warszawie – monument odsłonięty w 1989 upamiętniający Batalion „Chrobry I” Armii Krajowej.

## Opis
Pomnik znajduje się na terenie warszawskiego Ogrodu Krasińskich. Miejsce to stało się świadkiem tragedii batalionu. 31 sierpnia 1944 w zagładzie Pasażu Simonsa zginęło ok. 120 żołnierzy „Chrobrego I”.
Projektantem monumentu jest Jerzy Pietras. Pomnik powstał dzięki wsparciu finansowemu środowiska żołnierzy Batalionu „Chrobry I” Zgrupowania „Sosna”
Na pomniku umieszczono tablicę z napisem:

Pamięci żołnierzy batalionu „Chrobry I” Armii Krajowej walczących na Woli, Starym Mieście i Śródmieściu. Na różnych odcinkach frontu walk i tu w gruzach gmachu Simonsa w bitwie o Stare Miasto poległo ok. 300 żołnierzy batalionu.

Stowarzyszenie Pamięci Powstania Warszawskiego 1944 wystosowało prośbę o nadanie alei pobliskiej do pomnika alei batalionu „Chrobry I”.